# José Maurício da Rocha
José Maurício da Rocha (* 18. Juni 1885 in Lagoa da Canoa, Alagoas; † 24. November 1969 in Bragança Paulista) war ein brasilianischer römisch-katholischer Geistlicher und Bischof von Bragança Paulista.

## Leben
José Maurício da Rocha studierte am Priesterseminar von Olinda und empfing am 29. Juni 1908 die Priesterweihe für das Bistum Alagôas.
Am 10. März 1919 ernannte ihn Papst Benedikt XV. zum Bischof von Corumbá. Die Bischofsweihe spendete ihm der Erzbischof von São Salvador da Bahia und Primas von Brasilien, Jerônimo Tomé da Silva, am 20. Juli desselben Jahres. Mitkonsekratoren waren der Bischof von Maceió, Manuel Antônio de Oliveira Lopes, und der Bischof von Penedo, Jonas de Araújo Batinga.
Am 4. Februar 1927 wurde er zum ersten Bischof von Bragança Paulista ernannt und am 19. Juni 1927 in das Amt eingeführt.
Er nahm als Konzilsvater an der ersten Sitzungsperiode des Zweiten Vatikanischen Konzils teil.